# ريتشارد بيرثيلسن
ريتشارد بيرثيلسن (بالإنجليزية: Richard Berthelsen)‏ هو نقابي أمريكي، ولد في 14 سبتمبر 1944.